# Habiburokhman
Habiburokhman (sinh ngày 17 tháng 9 năm 1974) là một luật sư và chính trị gia người Indonesia thuộc Đảng Gerindra, ông là đại biểu của Hội đồng Đại diện Nhân dân từ năm 2019. Trước khi được bầu vào hội đồng, ông hoạt động trong chiến dịch tranh cử tổng thống năm 2014 và 2019 của Prabowo Subianto, và chiến dịch tranh cử thống đốc của Joko Widodo và Anies Baswedan ở Jakarta.

## Đầu đời
Habiburokhman sinh ra ở thành phố Metro, tỉnh Lampung, vào ngày 17 tháng 9 năm 1974. Ông ở lại Lampung trong suốt thời gian học tập, tốt nghiệp trường trung học cơ sở ở Metro và trường trung học ở Bandar Lampung trước khi ghi danh vào Đại học Lampung, đạt bằng cử nhân và thạc sĩ luật. Sau đó, ông đạt học vị tiến sĩ luật từ Đại học Sebelas Maret ở Surakarta vào năm 2022.

## Sự nghiệp
Ông thành lập văn phòng luật Habiburokhman & Co., ở Menteng, Jakarta.
Habiburokhman gia nhập Đảng Gerindra vào năm 2010 và đến năm 2012, ông dẫn đầu một nhóm ủng hộ tham gia vận động thành công trong chiến dịch tranh cử thống đốc năm 2012 của Joko Widodo. Ông sau đó tham gia chiến dịch tranh cử tổng thống năm 2014 của Prabowo Subianto với vai trò chỉ đạo ủng hộ chiến dịch. Trong cuộc bầu cử thống đốc Jakarta năm 2017, Habiburokhman tham gia vận động cho hai ứng cử viên Anies Baswedan – Sandiaga Uno, thông qua tổ chức Advokat Cinta Tanah Air (ACTA). Năm 2016, vì đối thủ chính của Baswedan, thống đốc đương nhiệm Basuki Tjahaja Purnama đi vận động với tư cách ứng cử viên độc lập, đòi hỏi thu thập nửa triệu thẻ căn cước trong khi con số đạt được sau đó là một triệu thẻ, Habiburokhman đã công khai đánh cược là sẽ "nhảy khỏi đỉnh Monas" nếu Basuki thành công thu thập đủ thẻ căn cước. Habiburokhman sau đó là luật sư trong một vụ vu khống thay mặt cho những người biểu tình vào tháng 11 năm 2016, khi Basuki cho biết trong cuộc phỏng vấn với ABC là người biểu tình được trả tiền.
Cùng với ACTA, Habiburokhman đệ đơn kiện đến Tòa án Hiến pháp Indonesia vào tháng 7 năm 2017, yêu cầu xét lại tư pháp đối với luật bầu cử năm 2017. Đặc biệt, vụ kiện thẩm tra điều khoản ngưỡng tổng thống trong luật pháp, trong đó yêu cầu số lượng ủng hộ chính trị tối thiểu để một ứng cử viên tổng thống được chấp thuận. Vụ kiện sau đó bị bác bỏ, tòa án dẫn chứng điều khoản này được áp dụng trong cuộc bầu cử tổng thống năm 2014. Trong cuộc bầu cử tổng thống năm 2019, Habiburokhman là người phát ngôn trong chiến dịch tranh cử tổng thống của Prabowo.

### Nhà lập pháp
Sau cuộc bầu cử lập pháp năm 2019, Habiburokhman được bầu vào Hội đồng Đại diện Nhân dân từ khu vực bầu cử Jakarta I, giành được 76.028 phiếu bầu khi là nhà lập pháp thuộc đảng Gerindra duy nhất của khu. Phát biểu với báo chí, Habiburokhman cho biết ông đã chi hơn 1 tỷ Rupiah (~70.000 USD) cho chiến dịch. Ông nhậm chức nhà lập pháp vào ngày 1 tháng 10 năm 2019. Trong hội đồng, ông được chỉ định vào Ủy ban Thứ ba, sau đó ông được bổ nhiệm giữ chức phó chủ tịch sau khi Desmond Junaidi Mahesa qua đời vào năm 2023.
Trong đảng Gerindra, Habiburokhman giữ chức phó chủ tịch trong nhiệm kỳ 2020–2025.